# Cratere Suata
Suata  è un cratere sulla superficie di Marte.